# Tetraena tenuis
Tetraena tenuis är en pockenholtsväxtart som först beskrevs av R.Glover, och fick sitt nu gällande namn av Beier & Thulin. Tetraena tenuis ingår i släktet Tetraena och familjen pockenholtsväxter. Inga underarter finns listade i Catalogue of Life.